# Кінний спорт на літніх Олімпійських іграх 2024 — індивідуальний конкур
Змагання з кінного спорту в індивідуальному конкурі на літніх Олімпійських іграх 2024 відбудуться 5 і 6 серпня у Версальському палаці. Змагатимуться 75 вершників і вершниць.  Як і в інших кінноспортивних дисциплінах, жінки змагатимуться разом з чоловіками.

## Розклад
Вказано центральноєвропейський час (UTC+1).
| Дата                | Початок | Етап         |
| ------------------- | ------- | ------------ |
| Понеділок, 5 серпня | 14:00   | Кваліфікація |
| Вівторок, 6 серпня  | 10:00   | Фінал        |